# Au-delà du bien et du mal (film, 1977)
Pour les articles homonymes, voir Au-delà du bien et du mal.
Pour plus de détails, voir Fiche technique et Distribution.
Au-delà du bien et du mal (Al di là del bene e del male) est un film biographique italien réalisé par Liliana Cavani, sorti en 1977.
Inspiré de faits réels, ce film met en scène le triangle amoureux entre les philosophes Friedrich Nietzsche, Paul Rée et leur muse Lou Andreas-Salomé. 

## Synopsis
Paul Rée, un philosophe ami de Friedrich Nietzsche, fait la connaissance de Lou von Salomé, une femme décomplexée. Après avoir fait connaissance, le jeune homme décide de l'épouser, mais Lou est une femme qui se sentirait prisonnière d'une relation. C'est ainsi que commence un ménage à trois, mais la situation est aggravée par la sœur de Friedrich, Elisabeth, qui, amoureuse de son frère, fait tout pour qu'il s'éloigne de Paul et de Lou, tous deux juifs et donc « corrompus ».
Mais Friedrich n'écoute ni Elisabeth ni sa mère et quitte la maison pour aller vivre avec Lou et Paul : la cohabitation n'est pas facile, car Lou fait d'abord l'amour avec Friedrich, puis avec Paul, mais comme ils se disputent, elle fait semblant d'avoir un rapport sexuel avec un autre homme pour arranger les choses. La femme, se rendant compte que la situation ne cesse de s'aggraver, choisit de partir à Berlin avec Paul, laissant Friedrich seul. L'homme seul rencontre le « diable » : après cette rencontre, il décide d'aller réparer la relation avec les deux autres hommes, mais cette fois encore, l'issue est négative.
La relation entre Paul et Lou ne se passe pas bien car il s'agit d'une « relation ouverte » et Lou a plusieurs amants. Une nuit, Karl, l'un des amants de Lou, tente de se suicider parce que la femme ne veut pas l'épouser. Lou se sent alors obligée de le faire, s'attirant ainsi la colère et le chagrin de ses anciens amants. Paul devient médecin, mais au bout d'un certain temps, il est pris pour cible parce qu'il est juif, et disparaît après qu'un groupe de voyous l'ait traîné dans un buisson, ce qui laisse présager une mauvaise fin. Friedrich, quant à lui, devient fou après avoir appris que Lou s'est mariée. Lou va alors voir Nietzsche et se souvient de tous les bons moments qu'ils ont passés ensemble.

## Fiche technique
- Titre original : Al di là del bene e del male[1]
- Titre français : Au-delà du bien et du mal
- Réalisation : Liliana Cavani
- Scénario : Liliana Cavani, Franco Arcalli et Italo Moscati (it)
- Photographie : Armando Nannuzzi
- Montage : Franco Arcalli
- Musique : Daniele Paris (it)
- Sociétés de production : Clesi Cinematografica, Lotar Film Productions
- Pays de production :  Italie
- Date de sortie : 
  - France : 5 octobre 1977
  - Italie : 7 octobre 1977
- Affiches : Macario Gómez Quibus (Espagne), Jouineau Bourduge (France)

## Distribution
- Dominique Sanda : Lou Andreas-Salomé
- Erland Josephson : Friedrich Nietzsche
- Robert Powell : Paul Rée
- Virna Lisi : Elisabeth Nietzsche
- Michael Degen (de) : Karl Andreas
- Elisa Cegani : Franziska Nietzsche
- Umberto Orsini : Bernard Foester
- Philippe Leroy : Peter Gast
- Carmen Scarpitta : Malwida von Meysenbug
- Nicoletta Machiavelli : Amanda
- Renato Scarpa : Psychiatre
- Élisabeth Wiener : Gerta
- Clara Colosimo : Trude